# Стюарт Паркер (тенісист)
Стюарт Паркер (англ. Stuart Parker; нар. 30 липня 1997) — британський тенісист.
Найвищу одиночну позицію світового рейтингу — 346 місце досяг 17 жовтня 2022, парну — 471 місце — 26 червня 2023 року.

## Фінали ATP Челленджер і ITF Ф'ючерс

### Одиночний розряд: 6 (4–2)
| Легенда              |
| -------------------- |
| ATP Челленджер (1–0) |
| ITF Ф'ючерс (3–2)    |

| Фінали за покриттям |
| ------------------- |
| Тверде (4–1)        |
| Ґрунт (0–0)         |
| Трава (0–1)         |
| Килим (0–0)         |

| Результат | В-П | Дата     | Турнір                | Рівень                | Покриття | Суперник      | Рахунок              |
| --------- | --- | -------- | --------------------- | --------------------- | -------- | ------------- | -------------------- |
| Перемога  | 1–0 | Лют 2021 | M15 Монастір, Туніс   | Світовий тенісний тур | Тверде   | Яннік Мертенс | 6–3, 4–6, 7–6(7–5)   |
| Перемога  | 2–0 | Лют 2021 | M15 Монастір, Туніс   | Світовий тенісний тур | Тверде   | Алексі Готьє  | 3–6, 7–5, 6–3        |
| Поразка   | 2–1 | Лис 2021 | M25 Meitar, Ізраїль   | Світовий тенісний тур | Тверде   | Їшай Оліель   | 2–6, 4–6             |
| Перемога  | 3–1 | Лис 2021 | M15 Монастір, Туніс   | Світовий тенісний тур | Тверде   | Уго Бланше    | 6-2, 6-4             |
| Поразка   | 3–2 | Тра 2022 | M25 Ноттінгем, Англія | Світовий тенісний тур | Трава    | Леандро Рідль | 1-6, 7–6(13–11), 1-6 |
| Перемога  | 4–2 | Вер 2022 | Nonthaburi 3, Таїланд | Челленджер            | Тверде   | Артюр Казо    | 6–4, 4–1 ret.        |

### Парний розряд: 8 (5–3)
| Легенда              |
| -------------------- |
| ATP Челленджер (0–1) |
| ITF Ф'ючерс (5–2)    |

| Фінали за покриттям |
| ------------------- |
| Тверде (2–3)        |
| Ґрунт (2–0)         |
| Трава (1–0)         |
| Килим (0–0)         |

| Результат | В-П | Дата     | Турнір                         | Рівень                | Покриття | Партнер          | Суперники                          | Рахунок               |
| --------- | --- | -------- | ------------------------------ | --------------------- | -------- | ---------------- | ---------------------------------- | --------------------- |
| Поразка   | 0–1 | Сер 2019 | M15 Сінтра, Португалія         | Світовий тенісний тур | Тверде   | Юліус Тверійонас | Пітер Ботвелл Максім Чутакян       | 3–6, 2–6              |
| Поразка   | 0–2 | Лис 2021 | M15 Монастір, Туніс            | Світовий тенісний тур | Тверде   | Артур Букіє      | Віктор Йович Азіз Уакаа            | 4–6, 6–3, [7–10]      |
| Перемога  | 1–2 | Гру 2021 | M15 Монастір, Туніс            | Світовий тенісний тур | Тверде   | Артур Букіє      | Омар Брігіда Алессандро Коччолі    | 7–5, 4–6, [10–7]      |
| Перемога  | 2–2 | Лип 2022 | M25 Ноттінгем, Велика Британія | Світовий тенісний тур | Трава    | Аластер Ґрей     | Чарлз Брум Люк Джонсон             | 7–6(7–4), 4–6, [10–5] |
| Поразка   | 2–3 | Січ 2023 | Nonthaburi, Таїланд            | Челленджер            | Тверде   | Ян Чоїнскі       | Нам Чі Сун Сон Мін Кю              | 4–6, 4–6              |
| Перемога  | 3–3 | Тра 2023 | M25 Прага, Чехія               | Світовий тенісний тур | Ґрунт    | Якуб Пауль       | Мартін Дамм Алекс Рибаков          | 3–6, 6–3, [10–6]      |
| Перемога  | 4–3 | Тра 2023 | M25 Мост, Чехія                | Світовий тенісний тур | Ґрунт    | Якуб Пауль       | Ондржей Горак Даніель Синяков      | 6–3, 6–2              |
| Перемога  | 5–3 | Лип 2023 | M25 Порту, Португалія          | Світовий тенісний тур | Тверде   | Артур Фері       | Дієго Фернандес Флорес Дуарте Вале | 6–1, 6–3              |